# Jürgen Press
Jürgen Press (* 31. Oktober 1965 in Ingolstadt) ist ein deutscher Fußballtrainer.

## Trainerkarriere
Jürgen Press erwarb 1987 die B-Lizenz und begann seine Trainerkarriere beim MTV Ingolstadt. 1987/88 trainierte er die C-Junioren in der Bezirksliga Oberbayern, von 1988 bis 1990 die B-Jugend in der Bayernliga Süd. 1989 hatte er die A-Lizenz erworben. Von 1991 bis 1995 war er beim FC Bayern München angestellt und coachte verschiedene Jugendmannschaften, drei Jahre als Cheftrainer und eine Saison (1994/95) als Co-Trainer der U-19 unter Gerd Müller.
Danach ging er nach Südamerika und arbeitete in den Ländern Kuba, Brasilien, Panama und Costa Rica. Zunächst leistete er Entwicklungshilfe (Fußballleistungszentren Havanna und Pinar del Río in Kuba) und hospitierte anschließend bei Flamengo Rio de Janeiro (Brasilien), sowie bei Deportiva Alajuelense und Sarprisa (Costa Rica). Zudem arbeitete er von Februar bis März 1997 im Trainerstab des panamaischen Erstligisten FC Tauro.
Nach der Rückkehr nach Deutschland wurde er Co-Trainer vom Bayernligisten SSV Jahn Regensburg, der 1999/00 mit Cheftrainer Karsten Wettberg in die Regionalliga Süd aufstieg. Nach dem erneuten Aufstieg 2003, diesmal in die 2. Fußball-Bundesliga, verließ er den Verein und trat 2004 die Trainerstelle beim neugegründeten FC Ingolstadt 04 an. Er erreichte mit seinem Verein den Aufstieg in die Regionalliga Süd. Im zweiten Jahr dort hatte der Verein im Winter noch gute Chancen, einen Aufstiegsplatz zu erreichen. Press hatte sich jedoch wegen der seiner Meinung nach zu geringen Unterstützung durch die Fans nach einem Spiel in Rage geredet, und im Januar 2008 wurde er dann von seinen Aufgaben entbunden. Als Gründe wurden schlechtes Auftreten in der Öffentlichkeit und Zweifel über das Erreichen der Qualifikation zur zweiten Liga unter seiner Führung genannt.
2009 absolvierte er die Ausbildung zum Fußball-Lehrer an der Sporthochschule Köln.
Zur Saison 2009/10 übernahm er das Traineramt und das des Sportdirektors beim Drittligisten Wacker Burghausen. Im ersten Jahr unter Press’ Ägide landete der Klub auf dem 17., also viertletzten Platz. Nach vier Spielen 2010/11, in denen Burghausen nur zwei Punkte holte, wurde er entlassen.
Im Juli 2019 wurde Press Sportdirektor beim chilenischen Zweitligisten Deportes Valdivia, im Oktober 2019 übernahm er dort den Cheftrainerposten. Im Oktober 2020 verließ er den Verein.
Anfang Mai 2021 übernahm Press die Drittligamannschaft des KFC Uerdingen 05, die nach dem 34. Spieltag der Saison 2020/21 einen Punkt Rückstand auf einen Nicht-Abstiegsplatz hatte. Der bisherige Co-Trainer Stefan Reisinger, der nach der Trennung von Stefan Krämer die Mannschaft für drei Spiele betreut hatte, verfügte nicht über die Fußballlehrer-Lizenz, um länger als 15 Werktage Cheftrainer sein zu dürfen. Reisinger wurde Teamchef und trug mit Press, der einen Vertrag bis zum Saisonende erhielt, als Duo die Verantwortung für die Mannschaft. Das Duo holte in vier Spielen fünf Punkte und konnte somit am letzten Spieltag auf dem 16. Platz den sportlichen Klassenerhalt erreichen. Anschließend verließ Press den Verein wieder.